# Bioequivalência
Na farmacocinética, bioequivalência é um termo utilizado para avaliar a equivalência biológica esperada in vivo de duas preparações diferentes de um medicamento. Se dois medicamentos são ditos bioequivalentes, isso significa que se espera que ao serem administrados na mesma dose, eles sejam, para todas as intenções e propostas, equivalentes terapêuticos.
Birkett (2003) definiu bioequivalência: "dois produtos farmacêuticos são bioequivalentes se eles são farmaceuticamente equivalentes e suas biodisponibilidades (taxa e extensão da disponibilidade) após a administração na mesma dose molar são similar a um nível em que seus efeitos, a respeito da eficácia e segurança, possam ser esperados ser essencialmente os mesmos. A equivalência farmacêutica implica a mesma quantidade de uma mesma substância ativa, na mesma forma de dosagem, pela mesma via de administração e pelos mesmos padrões comparáveis." 
Estudos de bioequivalência usualmente são a base para registrar um novo medicamento genérico. A formulação sendo testada será dita um equivalente farmacêutico da formulação de referência  se não houver diferença estatisticamente relevante entre elas (pelo ponto de vista farmacocinético). Esses estudos costumam ser feitos com voluntários sadios. Como os perfis farmacocinético e farmacodinâmico da droga de referência já são conhecidos, esses estudos apresentam risco menor do que os estudos iniciais de biodisponibilidade realizados para o medicamento de referência. 